# Партия зелёных Украины
Партия Зелёных Украины (ПЗУ) (укр. Партія Зелених України) — экологическая политическая партия Украины.
Одна из старейших партий независимой Украины. После краткого периода электорального успеха и присутствия в органах власти на рубеже веков (с июля 2001 по ноябрь 2002 года заместитель председателя партии Сергей Курыкин возглавлял Министерство экологии и природных ресурсов Украины) растеряла своё влияние.
Среди прочего, её критиковали политические оппоненты и эксперты (например, Эндрю Уилсон) за то, что она была в большей степени пристанищем для олигархов и их капиталов, чем собственно экологической силой: крупные промышленники — владельцы наиболее загрязняющих окружающую среду предприятий — не только финансировали партию, но и были представлены в её избирательном списке.
В 2004 году партия отозвала своего кандидата в Президенты Украины ввиду нехватки средств на участие в кампании, и во втором туре поддержала Виктора Ющенко. С октября 2009 по 2011 год ПЗУ возглавляла экс-заместитель министра по делам семьи молодёжи и спорта Татьяна Кондратюк, после чего на партийном съезде новым председателем партии избран член ПЗУ с 2009 года Денис Москаль. С 2015 года решением Центрального Координационного Совета ПЗV в.и. о. главы партии избран Кононов Виталий Николаевич, возглавлявший ПЗУ на протяжении большей части её истории.

## История
Партия Зелёных Украины является одной из самых старших партий Украины. Инициаторами создания партии — новой политической силы ещё в советский период — стала группа активистов Всеукраинской экологической ассоциации «Зелёный мир». Сама ассоциация была создана в 1987 году и продолжает работать и до сих пор.
В сентябре 1990 года в Киеве состоялся учредительный съезд, лидером новой структуры был избран народный депутат СССР Юрий Щербак. Идеологическим знаменем организации стал так называемый «экосоциализм». В партийной программе было зафиксировано, что партия выступает за приоритет экологии над экономикой, политикой и идеологией, а также за доминирование интересов личности над интересами государства. «Зелёные» были противниками Союзного договора и ратовали за построение свободной, суверенной, демократической Украины.
24 мая 1991 года Партия Зелёных Украины была официально зарегистрирована Министерством юстиции Украины, став третьим (после УРП и УСДП) легальным политическим объединением. На тот момент её численность составляла чуть более трёх тысяч человек. Высшим органом партии является съезд. Постоянно действующие органы партии — Центральный Координационный Совет, Политсовет, Секретариат, областные, районные, городские, сельские организации ПЗУ.
В течение 1990—1992 годов лидером ПЗУ был врач, писатель, известный общественный деятель Юрий Щербак. В июне 1991 года Щербак был назначен Министром охраны окружающей среды (впоследствии работал послом в Израиле, США и Канаде).
9 октября 1992 года на ІІІ съезде ПЗУ Главой Партии Зелёных Украины был избран Виталий Кононов.
На третьем съезде в октябре 1993 года ПЗУ внесла изменения в программу и переизбрала лидера, которым стал Виталий Кононов.
С 1994 года Партия Зелёных Украины является членом Европейской федерации зелёных партий. ПЗУ поддерживает постоянные контакты более, чем с семью десятками зелёных партий.
В период с марта 1999 года по июль 2001 года заместитель председателя ПЗУ Олег Шевчук возглавлял Государственный комитет связи и информатизации Украины.
Решением VII съезда ПЗУ, который состоялся в мае 1999 года, лидер украинских Зелёных Виталий Кононов принял участие в президентских выборах как кандидат в Президенты Украины.
С июля 2001 по ноябрь 2002 года Министерство экологии и природных ресурсов Украины возглавлял заместитель председателя ПЗУ, председатель Политсовета ПЗУ Сергей Курыкин.
В июле 2004 года ХІ съезд ПЗУ выдвинул Виталия Кононова кандидатом на пост Президента Украины от Партии Зелёных Украины. 23 сентября 2004 года Центральный Координационный Совет Партии Зелёных на своём заседании принял решение об отказе от последующего участия в кампании по выборам Президента Украины. В тот же день кандидат на пост Президента Украины от ПЗУ, председатель ПЗУ Виталий Кононов обратился в Центральную избирательную комиссию с заявлением о снятии своей кандидатуры. Во втором туре выборов-2004 ПЗУ поддержала кандидатуру Виктора Ющенко на пост Президента Украины.
4 августа 2006 года на ХІV съезде партии Главой ПЗУ был избран Владимир Костерин.
24 октября 2009 года на XVIII внеочередном съезде Партии Зеленых Украины возглавила Татьяна Кондратюк — экс-заместителя Министра по делам семьи молодёжи и спорта.
На юбилейном, XX съезде Партии Зеленых Украины 25 мая 2011 года, новым председателем партии был избран Денис Москаль.
Денис Москаль входит в Партию Зелёных Украины с 2009 года. В 2010 году также возглавил депутатскую фракцию «Республика Киев» в Киевском городском совете.

## Участие в выборах
На парламентских выборах 1998 года партия сенсационно набрала 5,43 % (1 444 264 голосов избирателей), заняв четвёртое место. Это позволило получить 19 депутатских мандатов, максимальная численность фракции ПЗУ в парламенте составляла 26 человек.
На выборах 2002 года ПЗУ удалось набрать лишь 1,3 % голосов, по мажоритарным округам выдвигались восемь кандидатов.
На парламентских выборах 2006 года партия с результатом 0,54 % голосов заняла 14-е место из 45 партий.
17 августа 2007 на XVI внеочередном съезде партии было принято решение о самостоятельном участии во внеочередных парламентских выборах.
На президентских выборах 2019 года поддержала кандидатуру Сергея Рудика.

## Международное сотрудничество
В 2010—2014 годах входила состав учредителей созданного международного объединения Евразийское объединение зелёных партий (ЕОЗП) соучредителями и членами которого были Российская экологическая партия «Зелёные», Белорусская партия «Зелёные» и казахская партия Руханият. Созданное объединение базировалось на платформе «Партии зелёных Украины» со штаб-квартирой в Киеве. Партия входит в Альянс Балто-Черноморских наций